# 안예인
안예인(1995년 5월 4일 ~ )은 대한민국의 가수이며 2014년부터 2018년까지 걸그룹 멜로디데이의 멤버로 활동했다.

## 학력
- 중앙대학교 공연영상창작학부 연극과 (재학)

## 출연 작품

### 드라마
| 연도 | 방송사 | 제목           | 역할          | 비고 |
| ---- | ------ | -------------- | ------------- | ---- |
| 2019 | SBS    | 맛 좀 보실래요 | 이진봉/이진주 |      |

### 라디오
- 2019년 Friends FM 보관됨 2020-08-07 - 웨이백 머신 《멜로디데이 예인의 건빵과 별사탕 보관됨 2020-09-26 - 웨이백 머신》 - DJ